# 萨米·阿南
萨米·阿南中将（阿拉伯语：سامى حافظ عنان, IPA：[ˈsæːmi ˈħɑːfezˤ ʕæˈnæːn, -ʕeˈnæːn]；1948年—）是一名埃及将军。1990年至1992年，他是在摩洛哥工作的埃及武官。2001年到2005年，他担任埃及空军司令。2005年开始担任埃及军队总参谋长，2012年8月12日他被总统穆罕默德·穆尔西解职。
阿南於2018年1月宣佈有意參加2018年埃及總統選舉，稍後遭到埃及軍方拘留。